# Striekspöen
Die Striekspöen (hochdeutsch: Streichhölzer) waren eine Wuppertaler Mundart-Musikgruppe. Sie ist vergleichbar mit den Bläck Fööss für Köln, die sie auch als Vorbild benennen. Kopf der Gruppe ist Paul Decker, der ehemaliger Kneipenwirt auf dem Ölberg ist und als Wuppertaler Original bezeichnet wird.
Minderheitlich singen sie in Standarddeutsch oder Regiolekt.

## Bandgeschichte

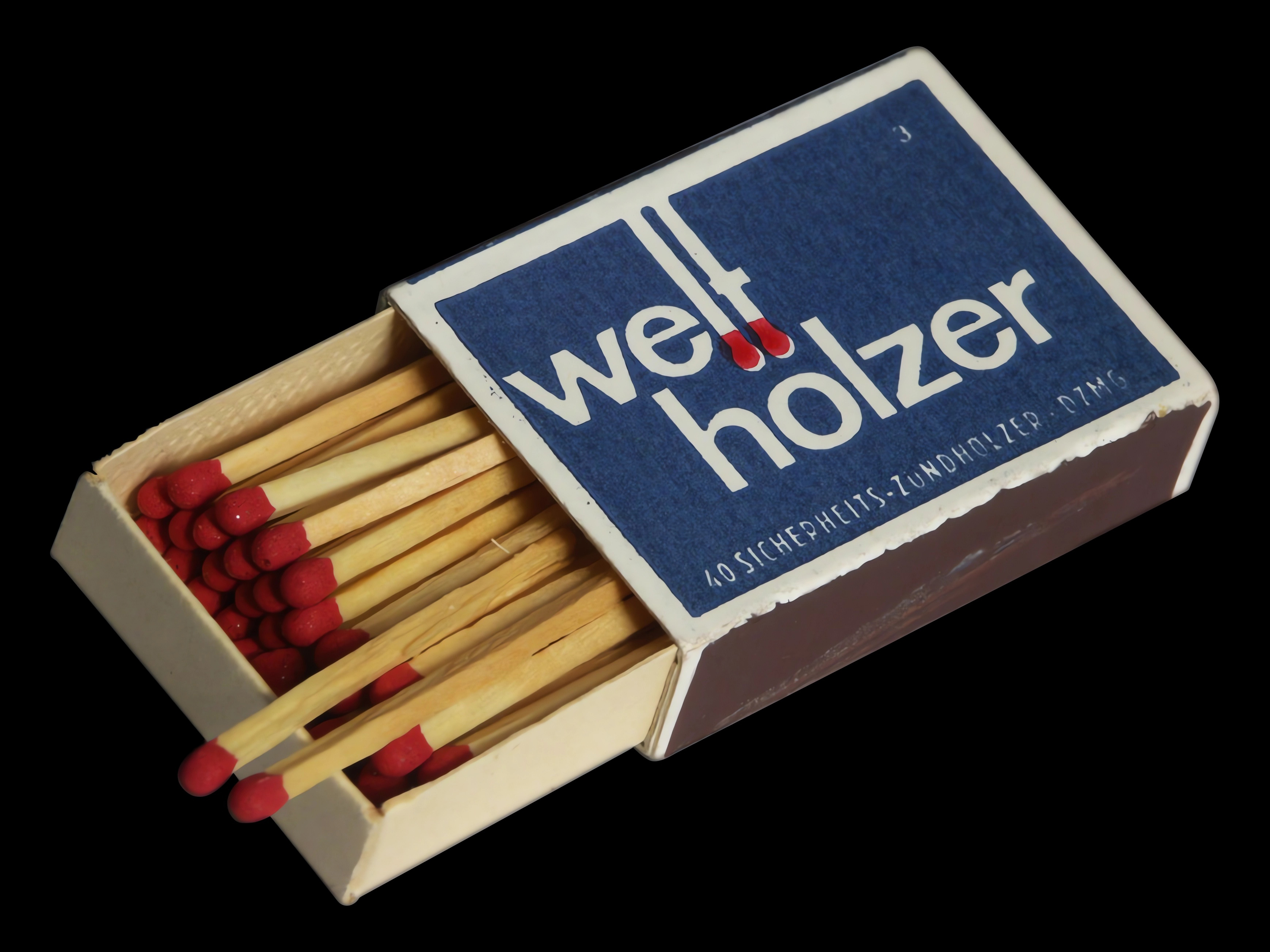
Striekspöen = Streichhölzer/Zündhölzer

Die Musiker Paul Decker, Michael Karp-Armonier, Bert Klein, Jörg Lambert und Manfred „Manni“ Nutsch oder die Jongens aus’m Tal (hochdeutsch: Jungs aus dem Tal), wie der Untertitel der Band lautet, taten sich zusammen und brachten mit Aufnahmen aus den Jahren 1978 und 1982 das erste Album Siehste – dat is Wuppertal (Hochdeutsch: Siehst du, das ist Wuppertal) 1982 heraus. 1991 erschien mit Aufnahmen aus den Jahren 1980 bis 1991 das zweite Album Oh Donnerkiel (Hochdeutsch: Oh, Donnerkeil).
Anfang der 1990er verstarb Bert Klein, der Keyboarder und der damalige musikalische Kopf der Gruppe. Mit Andy Recktenwald als neuen Keyboarder machte man weiter und produzierte 1995 die Bergische Weihnacht. In demselben Jahr kamen auch aufgrund der hohen Nachfrage die ersten beiden Alben auf CD heraus. Die Rechte an diesen Veröffentlichungen liegen nicht bei der Band, sondern bei dem damaligen Produzenten Wuppersound Musikproduktion. Im Dezember 1998 trennte sich die Band.
Zwei Jahre später formierte sich die Gruppe um Paul Decker, der die meisten Texte schrieb, erneut. Das Album Ut’m Lewen (Hochdeutsch: Aus dem Leben) mit Aufnahmen vom September und Oktober ist am 17. November 2003 erschienen und ist dem verstorbenen Bandmitglied Bert Klein gewidmet.
Am 26. März 2008 erschien das Album Eenmol is keenmol (Hochdeutsch: Einmal ist keinmal). Die Aufnahmen dazu begannen schon im Oktober 2007.
Im November 2012 wurde bekannt gegeben, dass Jo Flick die Band aus persönlichen Gründen verlässt und vom Bassisten Kurt „Atti“ Reinartz ersetzt wird. Kurz danach hat Reinhold Wiechers die Band aus gesundheitlichen Gründen verlassen.
Zwischenzeitlich gehörten Lothar Fischer, Johannes Flick und Guido Simon zur Besetzung. Die Band setzt sich heute aus Kurt (Atti) Reinhartz, Sigi Kepper, Ottmar (Otti) Ay, Paul Decker, Peter Holtei und Kai Acker zusammen.
Seit dem 1. Januar 2023 ist die Band aus dem produktiven Schaffen ausgestiegen. Ein letztes Abschiedskonzert unter dem Motto „Vielen Dank für den Applaus“ fand am 12. August 2023 auf dem Laurentiusplatz in Wuppertal statt. Dort endet dann die musikalische Geschichte der Band, die dann ihr Erbe in Form der Titel an andere Bands weitergeben will.

## Diskografie
- 1982: Siehste – dat is Wuppertal (1995 als CD veröffentlicht)
- 1991: Oh Donnerkiel
- 1995: Bergische Weihnacht (Weihnachtsalbum mit Spendenbeitrag)
- 2003: Ut’m Lewen
- 2008: Eenmol is keenmol